# Morpeth
Morpeth – miasto i civil parish w Anglii, w hrabstwie Northumberland, położone ok. 20 km na północ od Newcastle upon Tyne. W 2011 roku civil parish liczyła 14017 mieszkańców. Przez centrum Morpeth przepływa rzeka Wansbeck, na jej prawym brzegu leży park Carlisle. Obok niego znajduje się wzgórze zamkowe, które jest popularnym punktem widokowym.

## Historia
Morpeth rozwinęło się w XII wieku głównie dzięki handlowi. Leżąc na szlaku handlowym z Londynu do Edynburga było przystankiem dla wędrujących kupców. Pochodzenie nazwy miasta tłumaczone jest na dwa sposoby. Według pierwszej teorii nazwa ta pochodzi od słów moor path, czyli ścieżki biegnącej przez wrzosowiska. Druga teoria opiera się na słowach murder path („ścieżka morderców”).
W dzielnicy Bullers Green urodził się w 1782 roku Robert Morrison, pierwszy protestancki misjonarz w Chinach.

## Architektura
Dziś z historycznych budynków można oglądać tu m.in. wolnostojącą wieżę zegarową z XVII wieku, która kiedyś służyła za więzienie. W centralnej części rynku otoczonego kamienicami stoi XIX-wieczny ratusz miejski. W XIII-wiecznej kaplicy The Chantry mieści się obecnie biuro informacji turystycznej. Ponadto w miejscowości znajduje się średniowieczny zamek. Pierwszy, zbudowany został w XI wieku i jak prawie każdy zamek w okolicy był raz po raz palony, bombardowany i stawiany na nowo. Dziś ciężko jest określić autentyczny wygląd budowli, ponieważ została po niej jedynie brama wjazdowa i szczątki murów.